# Regionale verkiezingen
Bij de regionale verkiezingen in België worden de regionale parlementen verkozen, dit zijn het (Vlaams Parlement, het Waals Parlement, het Parlement van de Duitstalige Gemeenschap en het Brussels Hoofdstedelijk Parlement). Het parlement van de Franse Gemeenschap wordt niet rechtstreeks verkozen maar wordt samengesteld uit leden van het Waals Parlement en Franstalige leden van het Brussels Hoofdstedelijk Parlement.
De federale overheid is bevoegd voor deze verkiezingen (Federaal parlement, regionale parlementen, Europa). De Algemene kieswet (zie Federale kieswet) in België bepaalt wie gerechtigd is te kiezen, wie er kandidaat kan zijn en hoe de verkiezingen worden georganiseerd en is van toepassing op de Regionale verkiezingen, naast enkele bijzondere wetten waarvan de belangrijkste bepalingen hieronder worden samengevat. 

## Stemgerechtigde kiezers
Net zoals bij Federale kieswet is het universeel enkelvoudig kiesrecht van toepassing: elke volwassen kiesgerechtigde persoon (man of vrouw) van de Belgische nationaliteit heeft 1 stem. Men is stemgerechtigd vanaf de leeftijd van 18 jaar en men kan zich vanaf de leeftijd van 18 jaar kandidaat stellen om verkozen worden in een regionaal parlement. 
Ook bij deze verkiezingen is er opkomstplicht.
Er is slechts een beperkt aantal uitzonderingen op het recht om te stemmen voorzien door de Algemene kieswet.

## De regionale parlementen worden niet ontbonden
Zoals alle regionale parlementen is het Vlaams Parlement een legislatuur parlement. Het Vlaams Parlement kan niet voortijdig ontbonden worden: de legislatuur dooft uit op de dag van de verkiezingen. Elke 5 jaar vindt in de eerste helft van juni de verkiezing van het Vlaams Parlement plaats, op dezelfde dag als de verkiezing van het Europees Parlement. 
Traditioneel beslissen de parlementsleden (van de regionale parlementen) zelf om hun parlementaire werkzaamheden te beëindigen rond de veertigste dag voor de verkiezingen. De laatste plenaire vergadering van het parlement is doorgaans gepland in de laatste week van april voorafgaand aan de verkiezingen. 
De Vlaamse Regering behoudt tot op de dag van de verkiezingen al haar bevoegdheden. In de periode tussen de laatste plenaire vergadering en de verkiezingsdag is de parlementaire controle op de regering beperkt. De parlementaire controle via schriftelijke vragen verloopt echter buiten de plenaire vergadering of de commissievergaderingen om. Die controle-activiteit loopt dan ook door, in de praktijk tot en met de eerste week van juni.

## Organisatie
(zie Federale kieswet)
- Indeling van de kiezers en stembureaus: verkiezingen voor de regionale parlementen worden gehouden per provinciale kieskring.

### Kieskringen
- Voor de verkiezing van het Vlaams Parlement wordt gestemd in 6 kieskringen[2]. Een politieke partij die in heel Vlaanderen wil deelnemen aan de verkiezingen moet in elke kieskring een aparte kandidatenlijst voordragen.
  1. Het Vlaamse Gewest is verdeeld in 5 kieskringen die samenvallen met de 5 Vlaamse provincies. Antwerpen, Limburg, Oost-Vlaanderen en West-Vlaanderen, en Vlaams-Brabant (de arrondissementen Leuven en Halle-Vilvoorde)
  2. De 19 Brusselse gemeenten vormen een aparte kieskring: de kieskring Brussel.
- Voor de verkiezing van het Waals Parlement wordt gestemd in 13 arrondissementele kieskringen.[2] Een politieke partij die in heel Wallonië wil deelnemen aan de verkiezingen moet in elke kieskring een aparte kandidatenlijst voordragen.
- Voor de verkiezing van het Parlement van de Duitstalige Gemeenschap wordt gestemd in 1 kieskring[3] bestaande uit alle gemeenten van het Duitse taalgebied.
- Voor de verkiezing van het Brussels Hoofdstedelijk Parlement wordt gestemd in 1 kieskring[4]

### Kiescolleges
Een kiescollege is de verzameling van kiezers die in dezelfde kieskring wonen.
- Elk kiescollege van een kieskring kiest een vooraf vastgelegd aantal parlementsleden uit de kandidatenlijsten die worden voorgedragen in zijn kieskring.
- Hoeveel verkozenen er in elke kieskring te verkiezen zijn, wordt bepaald op grond van de bevolkingscijfers van de kieskringen. Elke 10 jaar berekent de Vlaamse Regering het aantal mandaten per Vlaamse kieskring.

- Brussel is een kieskring waar zowel Nederlandstalige als Franstalige kandidatenlijsten voorgedragen kunnen worden.
  - In Brussel zijn er twee kiescolleges, met name een Nederlandstalig kiescollege dat bestaat uit de kiezers die een stem uitbrengen op een Nederlandstalige lijst en een Franstalig kiescollege dat bestaat uit de kiezers die een stem uitbrengen op een Franstalige lijst.
  - De 6 Brusselse leden van het Vlaams Parlement worden gekozen door het Nederlandstalige kiescollege van de Brusselse kieskring. Alleen de kiezers die voor het Brussels Hoofdstedelijk Parlement een stem hebben uitgebracht op een Nederlandstalige lijst of zich onthouden hebben, kunnen deelnemen aan de verkiezing van de 6 Brusselse leden van het Vlaams Parlement.

### Stem- en Stemopnemingsbureaus
- In de hoofdplaats van elke kieskring (voor de Kamer) wordt een hoofd kiesbureau samengesteld, voorgezeten door de voorzitter van de Rechtbank van Eerste Aanleg (4 bijzitters en 4 plaatsvervangers). Voor de Senaat wordt een Collegekiesbureau samengesteld (in Mechelen en Namen) voorgezeten door de voorzitter van de Rechtbank van Eerste Aanleg (4 bijzitters, 4 plaatsvervangers en een secretaris), en in elke provincie een provinciehoofdbureau.
- in elk kieskanton wordt een kantonhoofdbureau, stemopnemingsbureaus en stembureaus opgezet. De kantonhoofdbureaus worden voorgezeten door de voorzitter van de Rechtbank van Eerste Aanleg of de Vrederechter, zij wijzen de voorzitters en bijzitters aan van de stemopnemingsbureaus en stembureaus.
- bijzonderheden inzake de stemlokalen en stembureaus zie Federale kieswet

- geldig stemmen gebeurt zoals bepaald door de Federale kieswet

### Zetelverdeling volgens lijsten
- De zetels worden verdeeld tussen de lijsten die minstens 5% van de geldig uitgebrachte stemmen in die kieskring hebben behaald. Dit noemt men de kiesdrempel.
- De zetelverdeling wordt berekend volgens de methode-D'Hondt. De berekening van de zetelverdeling verloopt in 3 stappen:

### Zetelverdeling volgens kandidaten
Aan de hand van de zetelverdeling per lijst worden nu de zetels toegekend aan de kandidaten zoals bij de Federale verkiezingen.